# Rotoskopi

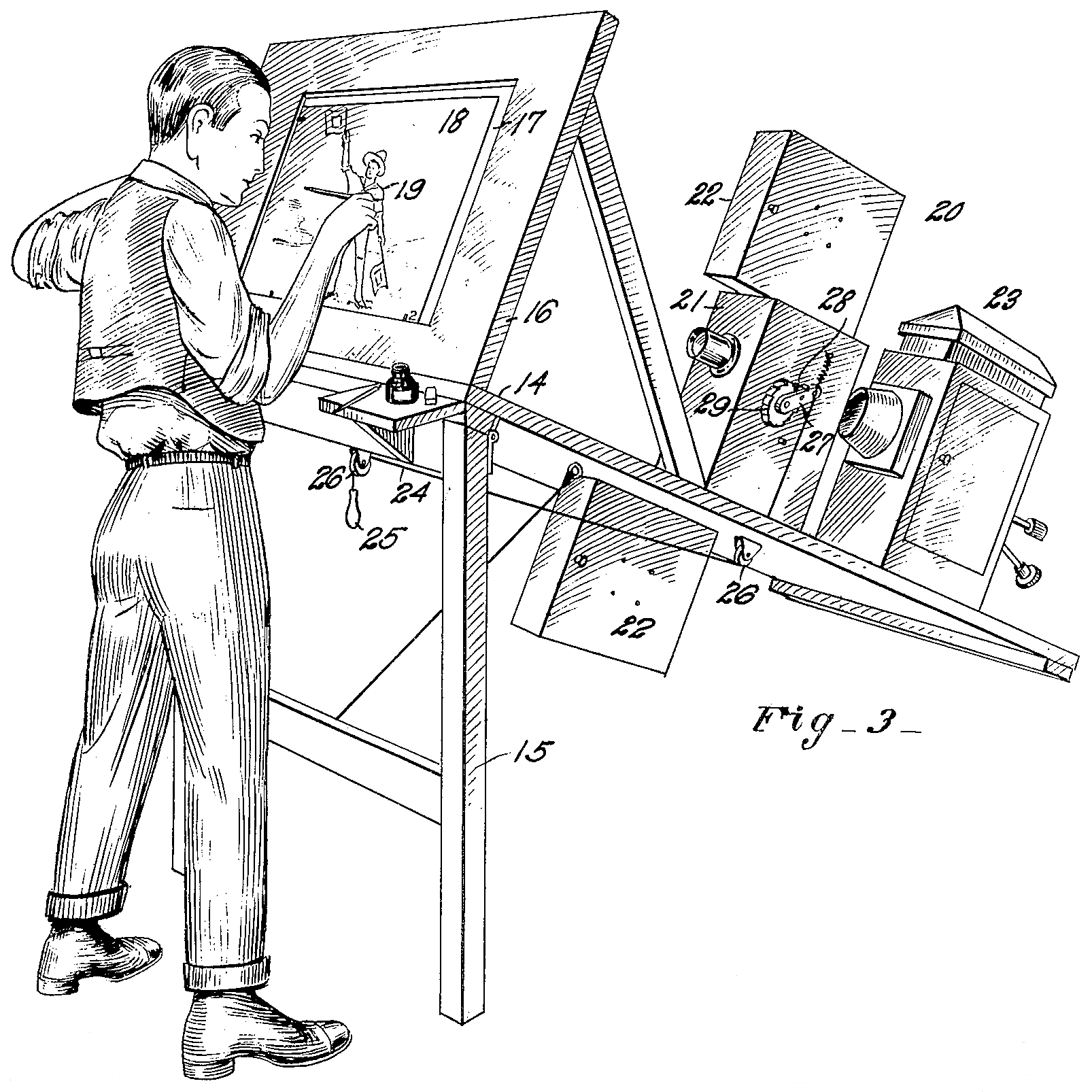
Patentteckning för Max Fleischers ursprungliga rotoskop. Konstnären tecknar på ett genomskinligt blad, på vilket filmprojektorn till höger projicerar en enskild filmruta.

Rotoskopi (engelska: rotoscoping) är en animationsteknik där man utgår från avfilmade scener. Via konturteckningar baserade på filmrutorna skapas animerad film som följer det filmade bakgrundsmaterialet men omvandlade till teckningar.
Rotoskopi har en lång historia inom animationen. Tidiga animationer av bland annat Winsor McCay (Gertie the Dinosaur), bröderna Fleischer (som patenterade tekniken 1917 se bland annat Gullivers resor) och Walt Disney (Snövit och de sju dvärgarna) innehåller stora mängder rotoskopi. På senare år har tekniken bland annat kommit till användning hos Sagan om ringen (av Ralph Bakshi, 1978), musikvideon till Take On Me med norska gruppen A-ha (1985), I vakna livet (USA, 2001) och Aku no hana (Japan, 2013). Tekniken har även använts inom pedagogiska sammanhang, som i ''Naked'', en animerad nederländsk dokumentärserie om ungdomar och de kroppsliga förändringarna under tonåren (2010).
Bland svenska animatörer som arbetat med rotoskopi finns Linus Hallström.